# فريمان هاريسون أوينز
فريمان هاريسون أوينز (بالإنجليزية: Freeman Harrison Owens)‏ هو مصور سينمائي أمريكي، ولد في 20 يوليو 1890 في باين بلاف في الولايات المتحدة، وتوفي في 9 ديسمبر 1979.

## وصلات خارجية
- فريمان هاريسون أوينز على موقع IMDb (الإنجليزية)
- فريمان هاريسون أوينز على موقع كينوبويسك (الروسية)